# Benedettine olivetane di Schotenhof
Le Benedettine olivetane di Schotenhof sono un istituto religioso femminile di diritto pontificio con case autonome.

## Storia
Le origini dell'istituto risalgono al monastero fondato a Rouen nel 1824 da Marie Françoise Cathérine Chevalier. Le religiose osservavano la regola benedettina e il loro istituto era intitolato all'Immacolata Concezione.
Il cardinale Henri de Bonnechose concesse alla religiose di vivere in clausura e nel 1867 approvò le costituzioni della comunità.
Nel 1877 il monastero fu trasferito a Igoville: il vescovo d'Évreux, con breve del 18 dicembre 1878, fu autorizzato dalla Santa Sede a procedere all'erezione del monastero in priorato; alle monache fu concesso di emettere i voti in forma semplice e di osservare la clausura vescovile.
Il priorato d'Igoville il 5 settembre 1892 si affiliò alla Congregazione Olivetana e le monache iniziarono a portare l'abito bianco.
Dopo l'approvazione delle leggi anticongregazioniste francesi, nel 1901 la comunità si rifugiò in Inghilterra (prima a Bicester e poi a Eccleshall).
La comunità fu poi invitata a stabilirsi a Schotenhof, presso Anversa, dove l'olivetano Constantine Bosschaerts, già direttore spirituale delle monache a Eccleshall, era stato nominato priore di una comunità al servizio dell'Opera dell'Unione delle Chiese e desiderava che delle religiose contemplative con le stesse finalità; con l'approvazione dell'arcivescovo Désiré-Joseph Mercier, nel 1926 si trasferirono quindi a Schotenhof, dove sorse il priorato Regina Pacis.
Alle religiose si unì una comunità di oblate interne, che svolgevano il loro apostolato all'esterno del monastero ma si univano alle monache nelle recita dell'ufficio.
Nel 1937 il cardinale Jozef-Ernest Van Roey approvò gli statuti propri delle monache di Schotenhof, aggiunti alle costituzioni olivetane. In seguito le benedettine olivetane di Scotenhof si dotarono di costituzioni proprie.
La prima filiale fu aperta nel 1936 a Southgate; nel 1952 fu fondato un monastero in Brasile; nel 1956 si fondò una casa in Italia e nel 1959 in Francia.

## Attività e diffusione
Le monache si dedicano all'apostolato ecumenico.
Oltre che in Belgio, le suore sono presenti in Brasile, Francia, Italia e Regno Unito.
Alla fine del 2015 la federazione contava 4 monasteri e 29 religiose.